# Herrenhaus Burkartshain

Herrenhaus

Herrenhaus

Herrenhaus

Das Torhaus

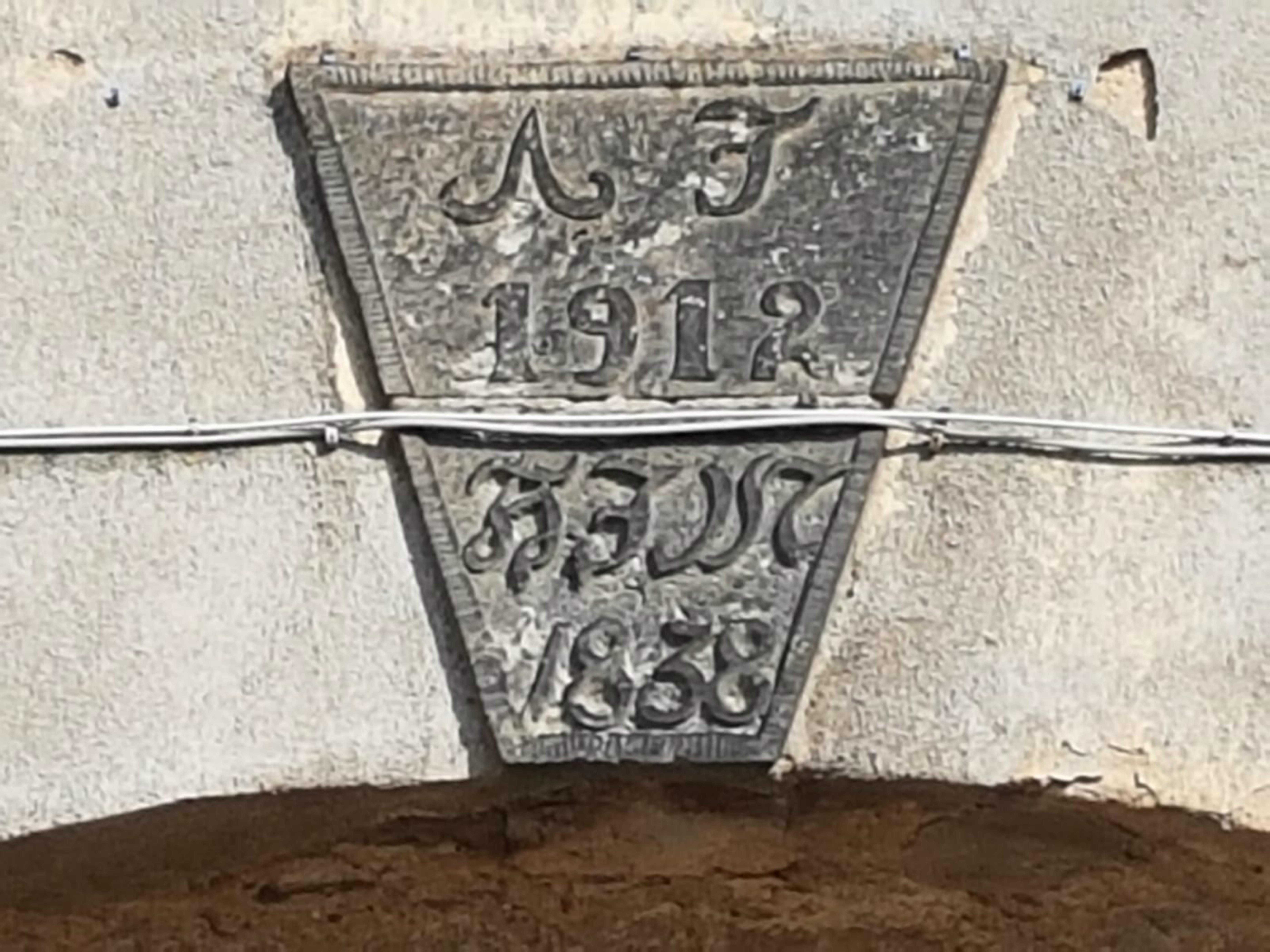
Das Torhaus mit dem Schlußrelief

Herrenhaus

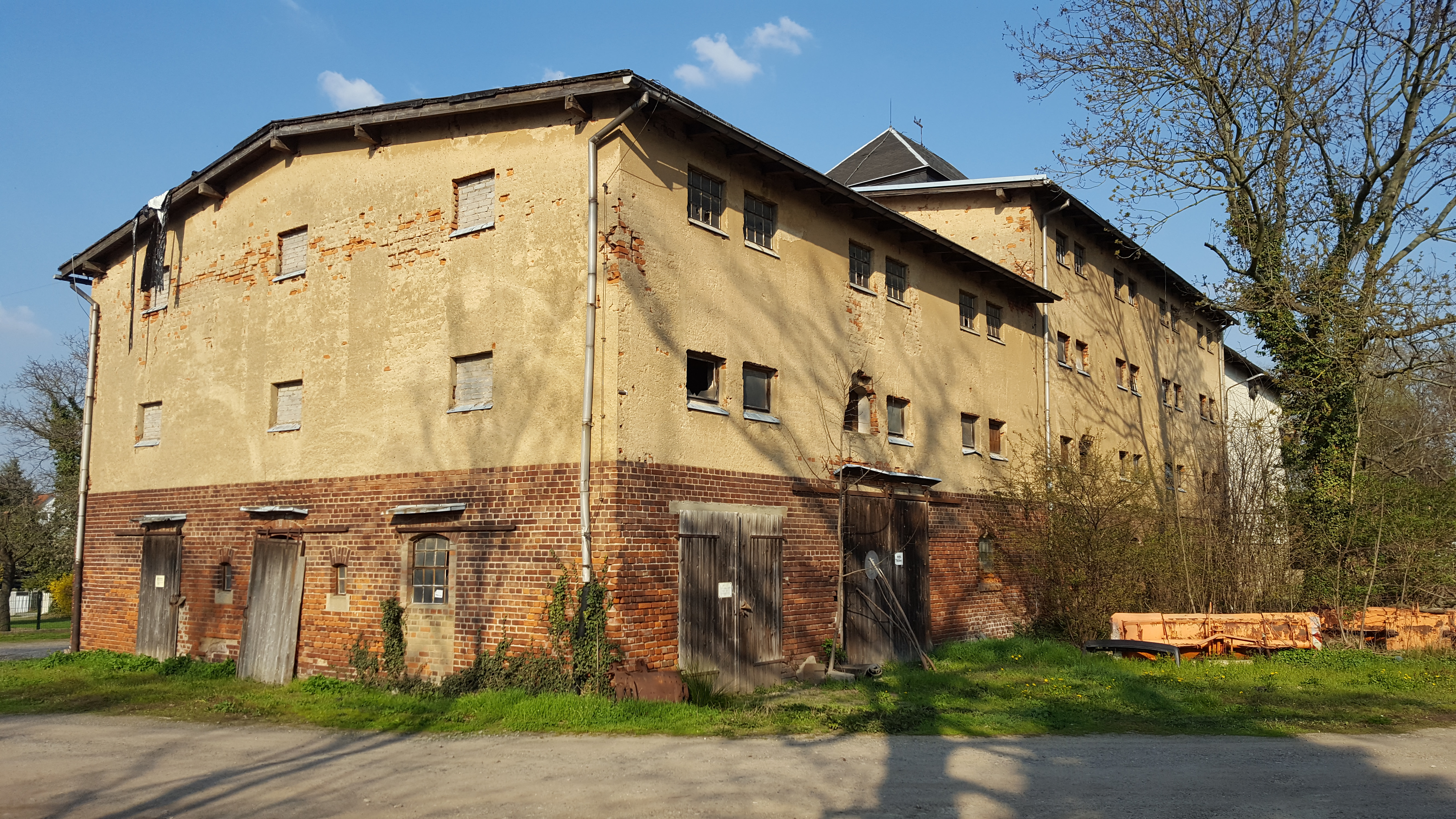
Wirtschaftsgebäude

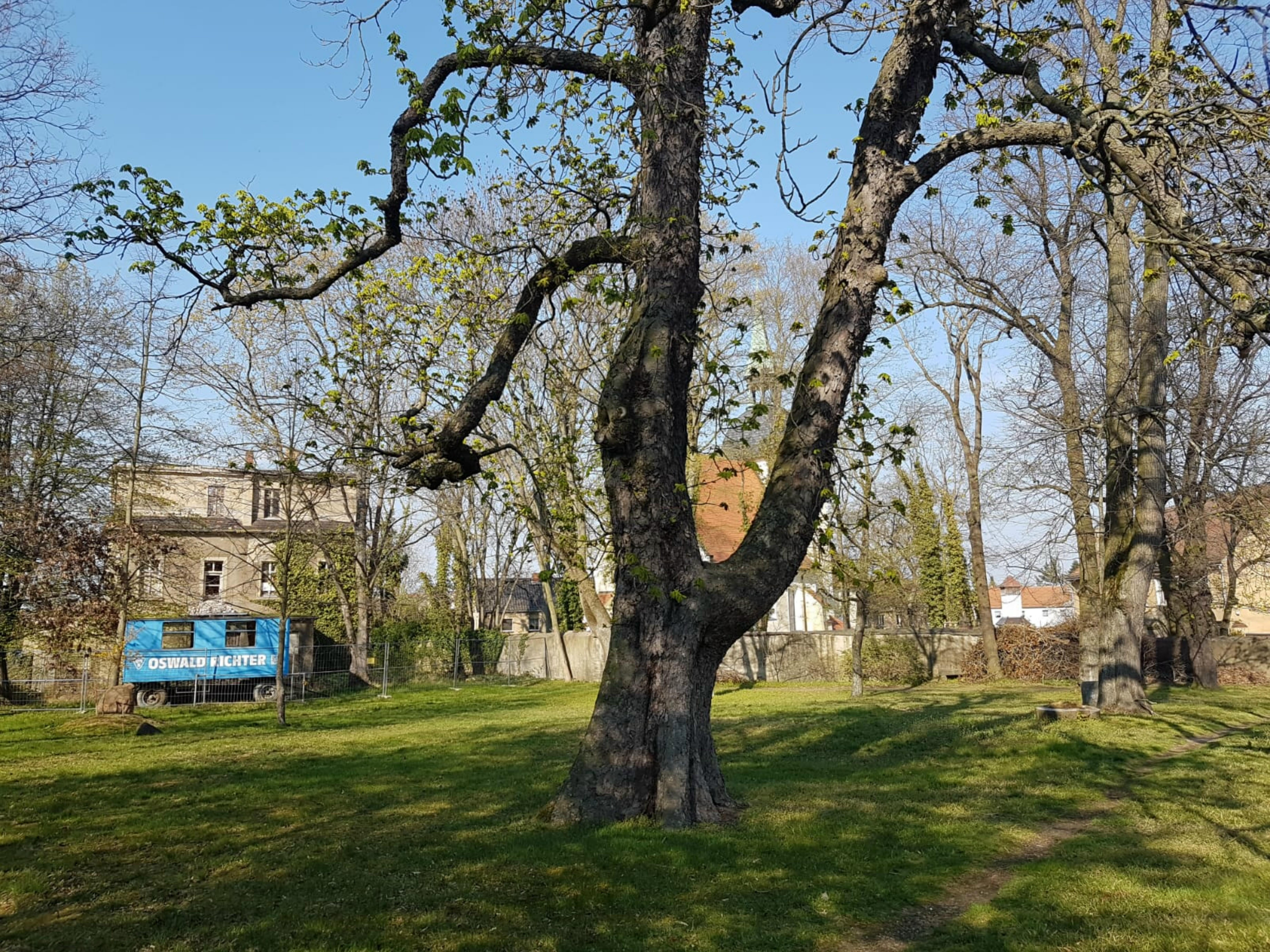
Kleiner Park mit Kastanienbäumen

Das Herrenhaus Burkartshain befindet sich im Ortsteil Burkartshain der Stadt Wurzen im Nordosten des Landkreises Leipzig. Burkartshain liegt östlich von Leipzig (etwa 33 km) zwischen Wurzen (etwa 7 km) und Wermsdorf (etwa 12 km). Das Herrenhaus befindet sich im Genossenschaftsweg 9 und 10, etwa Ortsmitte und grenzt an das Kirchengrundstück.

## Geschichte, Beschreibung
Der Ort Burkartshain wird 1284 urkundlich als Borchardeshayn genannt. Bereits um 1548 ist ein Rittergut aktenkundig aufgeführt, wie auch im Jahr 1858 und 1875. Im Jahr 1838 erneuerte und vergrößerte der damalige Besitzer Hans Jakob Mettler das Herrenhaus im klassizistischen Stil. Zugleich wurden die Wirtschaftsgebäude bedeutend vergrößert und erweitert. Die Hauptfassade des Herrenhauses verfügte über neun Fensterachsen, mittig das große mit Rundbogen ausgestattetes Eingangsportal. Das Erdgeschoss war bis zur Fensterbrüstung des ersten Obergeschosses in Quaderputzausführung. Die Fensterfaschen in klassizistischer Sandsteinausführung und den Mittelrisalit mit drei großen Rundbogenfenster bekrönte ein flacher dreieckiger Ziergiebel mit Sandsteinvase. Das flach gehaltene, mit Biberschwänzen in Kronendeckung gedeckte Walmdach mit zwei liegenden Dachgaupen und drei Schornsteinköpfen bildete den Abschluss des Gebäudes. Das Herrenhaus wurde rechts und links von zwei runden schlanken Türmen flankiert, welche mit laternenähnlichen Turmhauben bekrönt waren und den Hauptfirst um 5 Meter überragten. Die Giebelseiten hatten vier Fensterachsen, wobei über dem ersten Obergeschoss nur zwei und im Dachboden ein Fenster vorhanden waren. Linkerseits befand sich ein kleiner Durchgang zu den Wirtschaftsgebäuden. Daneben entstand ein Torhaus mit einer großen Durchfahrt, beide mit Rundbögen abgeschlossen. Im Jahr 1912 erfolgte durch den neuen Besitzer Alfred Jacob ein weiterer Umbau des Herrenhauses. Die beiden flankierenden Ecktürme wurden abgerissen und es erfolgte die Aufstockung eines zweiten Obergeschosses. Dabei wurde die Firsthöhe unverändert und das gewalmte Dach noch flacher gestaltet, die drei Rundbogenfenster im Mittelrisalit wurden verkleinert und begradigt. Der Torbogen des kleinen Durchganges wurde geschlossen und im Dachbereich entstanden Mansardenräume. Das Dach wurde später noch einmal umgebaut und zum Dachgeschoss ausgebaut. Die Wirtschaftsgebäude des Rittergutes wurden besonders nach 1945 stark verändert und teilweise abgerissen und durch Neubauten ergänzt. Somit ist vom ursprünglichen Zustand und Charakter des Rittergutes wenig übrig geblieben.

## Besitzer
Zunächst verwalteten die Bischöfe von Meißen das Rittergut mit circa 1082 Hektar Land. Anschließend erfolgten vielfache Besitzerwechsel, wobei das Rittergut auch mehrfach aufgeteilt wurde. Um 1764 verblieb das Rittergut ungeteilt. Mit dem Rittergut verbunden sind auch Pferdnergüter und Gartengüter. Im Jahr 1945 wurde der Rittergutsbesitzer entschädigungslos enteignet und vertrieben. Mit der anschließenden Demokratischen Bodenreform wurde das Land aufgeteilt und später durch die Landwirtschaftliche Produktionsgenossenschaft-Kollektivierung wieder zusammengefügt. In den Nachkriegsjahren zogen Heimatvertriebene, Flüchtlinge und Kriegsheimkehrer vorübergehend in das Herrenhaus ein. Teilweise wurde das Herrenhaus in Wohnungen aufgeteilt. Später war es Sitz der hiesigen Landwirtschaftlichen Produktionsgenossenschaft bis zur Wendezeit 1990.  In einem kleinen Anbau, an den ein kleiner öffentlicher Park mit 15 Kastanienbäumen grenzte, gab es bis zur Wende eine Verkaufsstelle der HO-Filiale, gekoppelt mit einer Außenstelle der Raiffeisenbank. Danach Leerstand und Treuhandverkauf.

## Übersicht der Besitzer und Nutzer
Quelle: Album der Rittergüter und Schlösser im Königreich Sachsen um 1860
| Nr. | Name                                                                                        | von     | bis     |
| --- | ------------------------------------------------------------------------------------------- | ------- | ------- |
| 1   | Bischöfe von Meißen                                                                         |         | um 1450 |
| 2   | Hans von Kanitz                                                                             | um 1450 |         |
| 3   | Bernhard von Stentitz                                                                       |         |         |
| 4   | Friedrich von Saalhausen                                                                    |         |         |
| 5   | Andreas Quaas                                                                               | 1525    | 1540    |
| 6   | Hanns von Kanitz                                                                            | 1540    | 1547    |
| 7   | Peter und Hanns von Kanitz                                                                  | 1547    | 1549    |
| 8   | Heinrich von Crostewitz                                                                     | 1549    | 1565    |
| 6   | Hans von Holleuffer                                                                         | 1565    | 1584    |
| 7   | Heinrich von Holleuffer                                                                     | 1584    | 1635    |
| 8   | Hans Albrecht von Holleuffer                                                                | 1635    | 1635    |
| 9   | Johann Albrecht von Holleuffer                                                              | 1635    | 1683    |
| 10  | A.E. von Holleuffer                                                                         | 1693    | 1701    |
| 11  | Friedrich Carl von Holleuffer                                                               | 1701    | 1741    |
| 12  | Ursula Agnesa von Holleuffer geborene von Berbisdorf                                        | 1741    | 1761    |
| 13  | Johanne Elisabeth von der Schulenburg geborene von Holleuffer                               | 1761    | 1775    |
| 14  | Karl Friedrich von Holleuffer                                                               | 1775    | 1780    |
| 15  | Anne Sophie von Holleuffer                                                                  | 1780    | 1784    |
| 16  | Johann Gottfried von Lorenz                                                                 | 1784    | 1792    |
| 17  | Erbengemeinschaft von Lorenz unter Leitung von Christian Gottfried Heinrich von Nitzschwitz | 1792    | 1802    |
| 18  | Friedrich von Lorenz                                                                        | 1802    | 1817    |
| 19  | Johann Friedrich August Zimmermann                                                          | 1817    | 1825    |
| 20  | Viktor August Schoch                                                                        | 1825    | 1838    |
| 21  | Hans Jakob Mettler                                                                          | 1838    | 1859    |
| 22  | Heinrich Erdmann                                                                            | 1859    |         |
| 23  | Hentschel                                                                                   |         | 1901    |
| 24  | Carl Wilhelm Wießner                                                                        | 1901    | 1908    |
| 25  | Alfred Jakob                                                                                | 1908    | 1945    |
| 26  | Enteignung, Bodenreform, LPG Fortschritt-Sitz                                               | 1945    | 1989    |